# Xã Fillmore, Quận Montgomery, Illinois
Xã Fillmore (tiếng Anh: Fillmore Township) là một xã thuộc quận Montgomery, tiểu bang Illinois, Hoa Kỳ. Năm 2010, dân số của xã này là 616 người.